# テクノドライブ
テクノドライブ（TECHNO DRIVE、技之運転）は、ナムコ（後のバンダイナムコアミューズメント）から発売されたアーケードゲーム。

## 概要
「人類全能化計画シリーズ」として、前作である技脳体に続いて打ち出されたシリーズ第2弾。"テク(＝技)のドライブ(＝運転)"というタイトルが示す通り、今作では運転技術を測定する。
筐体はアップライト筐体で、手元の部分にハンドル、足元にアクセル・ブレーキがそれぞれ装備されている。一般的なアーケードのドライブゲームとは異なり、プレイヤーが座るためのシートは装備されておらず、基本的には立った状態でプレイすることになる。
ゲーム種目はハンドルのみを使う"手技"、アクセル・ブレーキのみを使う"足技"、そして全てのデバイスを使う"実技"の3つに分けられ、各5種類、計15種類のゲーム種目で構成されている。

## ゲームの流れ
基本的な流れは前作とほぼ同じである。
1. クレジットを投入する。
2. "手技"の種目選択画面になる。ハンドルでプレイしたい種目を選び、アクセルを踏んで決定する。
3. 選択した"手技"の種目をプレイする。
ゲームの前にルールが表示される。その後その指示に従い、ハンドルないしはアクセル・ブレーキを操作する。
ゲーム終了後、成績としてプレー結果に応じた技術習得度が表示され、"A+"～"E-"の範囲でランク付けされる。
4. "足技"、"実技"においても同様に種目の選択・プレイを繰り返す。
5. それぞれの総合評価が表示され、測定結果が「運転技術革命指導書」としてプリントアウトされる。
前作同様、各種目の成績・技術習得度や総合評価に加えて、プレイ結果に対する毒舌の効いた解析結果や、各項目の強化のためのトレーニングメニューなどが印字される。総合評価が100%（あるいはそれ以上）になると、「運転技術認定書」が指導書と共に印字される。

## ゲーム種目

### 手技 - STEERING TECHNIQUE -
ステアリング・テクニック、ハンドルのみを使用する。いずれの種目も制限時間は30秒。
高速適応力高速で走る車を操り、コース上の敵車をハンドル操作でかわしながらゴールを目指す。
車幅感覚狭い道の両脇に設置されたパイロンを倒さないように、ハンドルで車を操作しながらゴールを目指す。
動体視力パイプ状のコースにある"C"マーク（ランドルト環）をハンドルで回し、車を隙間に通していく。
決断力二択の分岐路に設置された信号機の指示を守りながら道を選択し、ゴールを目指す。
誘導反射コース上のボールを車でドリブルしながら走行する。

### 足技 - FOOTWORK TECHNIQUE -
フットワーク・テクニック、アクセル、及びブレーキのみを使用する。
度胸いわゆるチキンレース。スピードの付いた車を急ブレーキで止め、壁にどこまで近づけられるか測定する。測定は3回。
ジャンプ技術車のスピードを調節し、ジャンプ台から飛び出す瞬間の速度を指定された速度（150km/h）にどこまで近づけられるか測定する。測定は3回。
状況判断力コースの左右のバンク上に転がる鉄球を、スピードを加減速しながら避け、ゴールを目指す。制限時間は30秒。
パワー制御能力急な坂道を走る車を、常に一定速度で走行する四角形のビームに当たらないように、スピードを調節しながら走行する。制限時間は30秒。
反応速度目玉のキャラクターが目を閉じている間だけ走行し、ゴールを目指す。制限時間は30秒。

### 実技 - PRACTICAL TECHNIQUE -
プラクティカル・テクニック、ハンドル、アクセル、ブレーキの全てのデバイスを使用する。いずれの種目も制限時間は30秒。
スピン走行車の後輪が自在キャスターになったスピンしやすい車を操作し、なるべくスピンしないように素早くゴールを目指す。
スムーズ走行車の上に乗せた液体を、できるだけタライからこぼさないようにしながら、ゴールまで運ぶ。
連続集中走行コース上に配置されている旗を車で取りながらゴールを目指す。
思考リンク走行画面上で簡単な計算問題が出題される。コース上の正しい解答数字に車で体当たりしながらゴールを目指す。
バック走行後ろ向きに車を走行させる。コース上の敵車をかわしながら、素早くゴールを目指す。

## ボーナスゲーム
各種目の技術習得度の上限は100%だが、3つ全てのゲームで100%を達成すると、前作・技脳体の「連続反射能力」をモチーフとしたボーナスゲームが始まる。このゲームをノーミスでクリアすると、技術習得度の上限が外れ、技術習得度や総合評価が100%以上の値で出力されるようになる（限定解除）。
なお、総合評価が100%〜149.9%の間だった場合はS評価になるが、150%以上の場合は神という評価が与えられる。

## その他
- 過去に発売されたゲーム「技脳体」と同様に、クレジットを入れずに各種デバイスを操作すると、「お金を入れないと走りません」「礼(REI)」の表示が出る。
- ゲーム中に想定外のプレー（ゲームを極端に低い成績でクリアする、ゲーム選択時にブレーキで決定しようとする、一切の操作をせずに測定を終了するなど）をすると、運転技術革命指導書に特殊な解析結果が印字される。
- このゲームのデモ画面には「コイン　2こ　入れる」や「比類なきテクノドライバーたち」という表示があるが、これはアタリのSFドライブゲーム「S.T.U.N.RUNNER」の「コインいっこ いれる」「ひるいなき スタンランナーズ」に対するオマージュである。
- ゲームに使用されている音楽は、タイトルの文字通り「テクノ」系中心に構成されている。サウンドトラックは、1998年に非売品シングルCDが配布される（ゲームショーにて限定的に販売された）のみだったが、2010年3月にiTunes Storeにてダウンロード販売が開始された。